# Jovana Tipšin
Jovana Tipšin (Serbiska: Јована Типшин) egentligen bara Jovana (Serbiska: Јована), född den 22 december 1976 i Belgrad, är en serbisk pop-folksångerska.
Udata ima 3 dece

## Biografi
Jovana Tipšin växte upp i Belgrad med sina föräldrar, fyra systrar och tre bröder. Hon jobbade som frisörska när hon var i tonåren och efter det började hon sjunga i Belgrad. Hon spelade in sitt debutalbum Drugarice za kasne 1994 via PGP RTS, och började sen släppa alla album via Zam, Grand Production och K:CN Records.

## Diskografi
- Drugarice za kasne (1994)
- Ne zaboravi me (1996)
- Koga lažeš (1997)
- Idi, idi (1998)
- Ja te još volim (2000)
- Gen za ljubav (2003)
- F.L.E.R.T. (2005)
- Kako je kad srce pati (2009)